# جيفين
جيفين (Geffen) هي شركة إنتاج موسيقية تابعة لمجموعة يونيفرسال أمريكية انضمت لاتحاد مجموعة شركات الإنتاج Interscope-Geffen-A&M لتكون أكبر اتحاد للإنتاج الموسيقي على الإطلاق.
تأسست شركة جيفين في بداية الثمانينات وبالتحديد في 1980 وذلك من قبل رجل الأعمال الأمريكي ديفيد جيفين الذي أسس في السبعينات شركة موسيقية أخرى هي Asylum Records انتهت الفشل وإعلان الإفلاس حيث أوقفها ديفيد ليؤسس هذه الشركة.
انضمت الشركة في البداية لمجموعة «وورنر بروذرز» ومن ثم انضمت إلى يونيفرسال. الشركة تضم باقة من أفضل فناني الألفية الثالثة على رأسهم آشلي سمبسون، إنريكي اغلاسياس، ميري ج. بلايج، إلتون جون، شاغي، سنوب دوق وفنانة البوب نيللي فرتادو التي أسمت الشركة أغنيتها سي إت رايت كأفضل أغنية تصدرها شركة جيفين على الإطلاق بمبيعات تتجاوز 7,6 مليون نسخة.

## روابط خارجية
- جيفين على موقع قاعدة بيانات برودواي على الإنترنت (الإنجليزية)
- جيفين على موقع قاعدة بيانات برودواي على الإنترنت (الإنجليزية)